# Gryzy
Gryzy (deutsch Griesen) ist ein Dorf in der polnischen Woiwodschaft Ermland-Masuren und gehört zur Landgemeinde Świętajno (Schwentainen) im Powiat Olecki (Kreis Oletzko, 1933 bis 1945 Kreis Treuburg).

## Geographische Lage
Gryzy liegt im Nordosten der Woiwodschaft Ermland-Masuren, 15 Kilometer westlich der Kreisstadt Olecko (Marggrabowa, umgangssprachlich auch Oletzko, 1928 bis 1945 Treuburg).

## Geschichte
Das anfangs Griesch, vor 1785 Grießwolly und bis 1945 Griesen genannte Dorf wurde 1563 gegründet. Im Jahre 1874 wurde es in den Amtsbezirk Haasznen (1936 bis 1938 Haaschnen, 1938 bis 1945 Haschnen, polnisch Łaźno, der Ort ist nicht mehr existent) eingegliedert und gehörte ab etwa 1908 zum Amtsbezirk Rogonnen (polnisch Rogojny) im Kreis Oletzko (1933 bis 1945 Kreis Treuburg) im Regierungsbezirk Gumbinnen der preußischen Provinz Ostpreußen.
Im Jahre 1910 waren in Griesen 346 Einwohner registriert. Ihre Zahl verringerte sich bis 1933 auf 235 und belief sich 1939 noch auf 299.
Aufgrund der Bestimmungen des Versailler Vertrags stimmte die Bevölkerung im Abstimmungsgebiet Allenstein, zu dem Griesen gehörte, am 11. Juli 1920 über die weitere staatliche Zugehörigkeit zu Ostpreußen (und damit zu Deutschland) oder den Anschluss an Polen ab. In Griesen stimmten 269 Einwohner für den Verbleib bei Ostpreußen, auf Polen entfiel keine Stimme.
In Kriegsfolge kam Griesen 1945 mit dem gesamten südlichen Ostpreußen zu Polen und erhielt die polnische Namensform „Gryzy“. Heute ist der Ort Sitz eines Schulzenamtes (polnisch sołectwo) und somit einbezogen in den Verbund der Landgemeinde Świętajno (Schwentainen) im Powiat Olecki (Kreis Oletzko, 1933 bis 1945 Kreis Treuburg), vor 1998 der Woiwodschaft Suwałki, seither der Woiwodschaft Ermland-Masuren zugeordnet.

## Religionen
Bis 1945 war Griesen in die evangelische Kirche Czychen in der Kirchenprovinz Ostpreußen der Kirche der Altpreußischen Union und in die katholische Pfarrkirche Marggrabowa (1928 bis 1945 Treuburg, polnisch Olecko) im Bistum Ermland eingepfarrt.
Heute gehört Gryzy zur evangelischen Kirchengemeinde Gołdap (Goldap), einer Filialgemeinde der Pfarrei Suwałki in der Diözese Masuren der Evangelisch-Augsburgischen Kirche in Polen, bzw. zur katholischen Pfarrkirche Cichy im Bistum Ełk (Lyck) der Römisch-katholischen Kirche in Polen.

## Verkehr
Gryzy liegt an einer Nebenstraße, die die Woiwodschaftsstraße DW 655 bei Dunajek (Duneyken, 1938 bis 1945 Duneiken) mit der polnischen Landesstraße DK 65 (einstige deutsche Reichsstraße 132) bei Kowale Oleckie (Kowahlen, 1938 bis 1945 Reimannswalde) verbindet. Außerdem endet eine aus westlicher Richtung von Mazury (Masuhren, 1938 bis 1945 Masuren) kommende Nebenstraße in Gryzy.
Zwischen 1908 und 1945 war das damalige Griesen Bahnstation an der Bahnstrecke Kruglanken–Marggrabowa (Oletzko)/Treuburg (polnisch Kruklanki–Olecko), die in Kriegsfolge nicht wieder befahren wurde.